# Dudleya rubens
Dudleya rubens är en fetbladsväxtart som först beskrevs av Brandeg., och fick sitt nu gällande namn av Nathaniel Lord Britton och Rose. Dudleya rubens ingår i släktet Dudleya och familjen fetbladsväxter. Inga underarter finns listade i Catalogue of Life.